# Placówka Straży Granicznej II linii „Odolanów”
Placówka Straży Granicznej II linii „Odolanów” – jednostka organizacyjna Straży Granicznej pełniąca służbę wywiadowczą na granicy polsko-niemieckiej w okresie międzywojennym.

## Formowanie i zmiany organizacyjne
Rozporządzeniem Prezydenta Rzeczypospolitej Polskiej Ignacego Mościckiego z 22 marca 1928 roku, do ochrony północnej, zachodniej i południowej granicy państwa, a w szczególności do ich ochrony celnej, powoływano z dniem 2 kwietnia 1928 roku  Straż Graniczną.
Rozkazem nr 3 z 25 kwietnia 1928 roku w sprawie organizacji Wielkopolskiego Inspektoratu Okręgowego dowódca Straży Granicznej gen. bryg. Stefan Pasławski  określił strukturę organizacyjną komisariatu SG „Odolanów”. Placówka Straży Granicznej II linii „Krotoszyn” znalazła się w jego strukturze. W nawiązaniu do rozkazu dowódcy SG, Wielkopolski Inspektor Okręgowy swoim rozkazem organizacyjnym nr 2 z 27 czerwca 1928 dokonał połączenia komisariatów Straży Celnej „Zduny” i „Odolanów” tworząc jeden komisariat SG „Krotoszyn”. Placówkę przydzielono do komisariatu Straży Granicznej „Krotoszyn”.

## Kierownicy/dowódcy placówki
- przodownik Ludwik Haber (był w 1929)[5]